# Anass Aït El Abdia
Anass Aït El Abdia, né le 21 mars 1993 à Casablanca, est un coureur cycliste marocain.

## Biographie
Retenu avec Soufiane Haddi et Mouhssine Lahsainei pour disputer la course en ligne des Jeux olympiques 2016, il est le seul de la sélection à rallier l'arrivée, à la 47e place. Lors des championnats du monde 2016, sur la course en ligne, il fait partie de l'échappée qui se détache au kilomètre 30. Rejoint par le groupe issu de la bordure orchestrée par les sélections belge et britannique, il accompagne ce groupe de tête de 26 coureurs avant de craquer dans le final et de s'adjuger la 22e place. Accompagné de Soufiane Haddi et Salaheddine Mraouni, il est de nouveau le seul de la sélection à franchir la ligne d'arrivée.
Au centre mondial du cyclisme depuis 2014, il devait rejoindre pour la saison 2017 le Guidon Chalettois, club de Division nationale 1 mais est finalement recruté par l'équipe World Tour UAE Abu Dhabi,. En avril, il remporte le Tour du Maroc, qu'il dispute avec une sélection nationale marocaine. En août, il prend part au Tour d'Espagne, qu'il doit quitter dès la deuxième étape à la suite d'une chute.

## Palmarès et résultats

### Palmarès par année
- 2012
  -  Médaillé de bronze du championnat arabe sur route
- 2013
  - 2e des Challenges de la Marche verte - Grand Prix Al Massira
  - 3e des Challenges de la Marche verte - Grand Prix Sakia El Hamra
- 2014
  - 5e étape du Tour du Maroc
  - 2e du Grand Prix Maison Fischer
  - 3e de Bourg-Louhans-Bourg
- 2015
  -  Champion du Maroc du contre-la-montre espoirs
  - Challenge du Prince - Trophée de la maison royale
  - Prix de Pont-de-Vaux
  - 2e du championnat du Maroc sur route espoirs
  - 3e du championnat du Maroc du contre-la-montre
  - 3e des Challenges de la Marche verte - Grand Prix Oued Eddahab
  - 3e des Challenges de la Marche verte - Grand Prix Al Massira
  - 3e du Tour du Maroc
  - 3e du Tour du Jura
  - 3e du Challenge du Prince - Trophée princier
  - 3e du Challenge du Prince - Trophée de l'anniversaire
  - 3e du Challenge des phosphates - Grand Prix de Khouribga
- 2016
  -  Champion du Maroc sur route
  - 3e du Tour de Côte-d'Or
- 2017
  - Classement général du Tour du Maroc
- 2019
  - 2e du Tour de Mésopotamie
- 2022
  - 2e étape du Sharjah Tour
  - 2e du championnat du Maroc sur route
- 2023
  - Daman Liwa Urban Race
  - 3e de la Friendship People North-Caucasus Stage Race
- 2025
  - 2e du Tour du Sahel
  - 2e du championnat du Maroc sur route

### Résultats sur les grands tours

#### Tour d'Espagne
1 participation
- 2017 : abandon (2e étape)

### Classements mondiaux
| Année                                 | 2012 | 2013 | 2014 | 2015 | 2016 | 2017  | 2018  | 2019 | 2020 | 2021  | 2022 |
| ------------------------------------- | ---- | ---- | ---- | ---- | ---- | ----- | ----- | ---- | ---- | ----- | ---- |
| UCI World Tour                        |      |      |      |      | nc   | 379e  | 344e  |      |      |       |      |
| Classement mondial                    |      |      |      |      | 585e | 1014e | 1000e | 983e | nc   | 2339e | 963e |
| UCI Asia Tour                         | nc   | nc   | nc   | nc   | 291e | 426e  | 500e  |      |      |       |      |
| UCI America Tour                      | nc   | nc   | nc   | nc   | 360e | nc    | nc    |      |      |       |      |
| UCI Africa Tour                       | 38e  | 12e  | 43e  | 7e   | 30e  | 50e   | 64e   | 49e  | nc   | 127e  | 43e  |
|                                       |      |      |      |      |      |       |       |      |      |       |      |
| Légende : nc = non classéSource : UCI |      |      |      |      |      |       |       |      |      |       |      |